# Sojus TM-16
Sojus TM-16 ist die Missionsbezeichnung für den Flug eines russischen Sojus-Raumschiffs zur russischen Raumstation Mir. Es war der 16. Besuch eines Sojus-Raumschiffs bei der Raumstation Mir und der 92. Flug im russischen Sojusprogramm. 

## Besatzung

### Startbesatzung
- Gennadi Michailowitsch Manakow (2. Raumflug), Kommandant
- Alexander Fjodorowitsch Poleschtschuk (1. Raumflug), Bordingenieur

### Ersatzmannschaft
- Wassili Wassiljewitsch Ziblijew, Kommandant
- Juri Wladimirowitsch Ussatschow, Bordingenieur

### Rückkehrmannschaft
- Gennadi Michailowitsch Manakow (2. Raumflug), Kommandant
- Alexander Fjodorowitsch Poleschtschuk (1. Raumflug), Bordingenieur
- Jean-Pierre Haigneré (1. Raumflug), Wissenschaftskosmonaut ( CNES/ Frankreich)

## Missionsüberblick

Das androgyne Kopplungssystem APAS-89

Sojus TM-16 war seit 1976 die erste und bis heute einzige Sojus-Mission, bei der nicht das Standard-Kopplungssystem genutzt wurde und nicht am Mir-Kernmodul bzw. Kwant gedockt wurde. Erstmals wurde der androgyne APAS-89-Kopplungsstutzen (89 steht für das Entwicklungsjahr) verwendet, der eine Weiterentwicklung der APAS-75-Andockvorrichtung des Apollo-Sojus-Test-Projekts darstellte. Dieses System – anders als das gewöhnliche Sojus-Kopplungssystem – ermöglichte jedem damit ausgestatteten Raumfahrzeug sowohl den passiven als auch den aktiven Part eines Andockmanövers zu übernehmen. Das neue Kopplungssystem wurde entwickelt, um das Andocken der Buran-Raumfähre an die Raumstation Mir zu ermöglichen. Dazu verfügte die Mir am Kristall-Modul ebenfalls über zwei APAS-89-Stutzen. Gleichzeitig sollten spezielle Sojus-Raumschiffe mit diesem Kopplungssystem ausgestattet werden, um bei bemannten Testmissionen der Buran als Rettungssystem zu dienen. Eine solche Sojus würde in Einsatzbereitschaft auf der Erde warten und bei einem Notfall mit einem Mann Besatzung starten, an der Buran andocken, die beiden Testpiloten der Raumfähre abholen und sie sicher zur Erde bzw. zur Mir zu bringen.
Nachdem das Buran-Programm 1992 aus finanziellen Gründen gestoppt wurde, wurde das einzige bereits gebaute Raumschiff für den Transport einer Stammbesatzung zur Mir verwendet. Sojus TM-16 dockte damit am androgynen Kopplungsstutzen des „Kristall“-Modules an. Das APAS-89-Kopplungssystem fand später Verwendung beim Shuttle-Mir-Programm, in einigen Modulen der Internationalen Raumstation (ISS) und dem Andocksystem des Space Shuttles, mit dem die Raumfähre an die ISS anlegte.
Eine weitere Besonderheit der Mission war das Aufspannen eines 20 Meter großen Solarreflektors kurz nach dem Ablegen des Transportraumschiffes Progress M-15 durch Rotation. Mit diesem Reflektor wurde Sonnenlicht auf die Erde gelenkt, um die Möglichkeit einer künstlichen Beleuchtung von Großbaustellen aus dem Weltraum zu erkunden. Allerdings entfaltete sich der Reflektor nur teilweise.
Zum wissenschaftlichen Programm der Mannschaft gehörten astrophysikalische, materialtechnische, biologische, medizinische und technische Untersuchungen. Außerdem liefen 140 verschiedene Untersuchungen zur Erderkundung. Dabei ging es u. a. um Erntevorhersagen, die Suche nach Rohstofflagerstätten, die Beobachtung von Vulkanaktivitäten im infraroten Bereich und die Erkundung von Laichgründen bestimmter Fischarten. Während der Mission wurde des Weiteren die kosmische Strahlung gemessen, Sterne im ultravioletten Bereich beobachtet, Untersuchungen der Hochatmosphäre (u. a. Ozonkonzentration) ausgeführt und das Zodiakallicht studiert. Zudem wurde nach interplanetaren Staubwolken, Röntgenquellen und schweren Elementen (Transurane) in unserer Galaxis gesucht. Auch das Verhalten und mögliche Anwendungen geschmolzener Metalle sowie deren Handhabung in der Schwerelosigkeit wurden erforscht. Insbesondere wurden Schmelz- und Mischvorgänge unter dem Einfluss elektrostatischer und magnetischer Felder beobachtet. Untersuchungsgegenstand war auch die Strahlenbelastung innerhalb der Station sowie die Erprobung neuer Wärmeschutzanstriche.
Bei zwei Ausstiegen am 14. April und 18. Juni (5:25 h bzw. 4:33 h) wurde die Umsetzung zweier Solarzellenflächen vom Kristall- zum Kwant-Modul vorbereitet. Dazu wurden Kabel verlegt und ein Steuergerät zur Ausrichtung der Solarzellenflächen umgesetzt. Am dabei verwendeten Ladearm musste beim zweiten Ausstieg ein verlorengegangener Handgriff angebracht werden. Anschließend wurde die Station auf erkennbare äußere Beschädigungen untersucht und eine defekte Kommunikationsantenne repariert.
Nachschub an Treibstoff, Wasser und Experimentiermaterial wurde mit den Transportraumschiffen Progress M-16 bis M-18 geliefert. Progress M-18 verfügte über eine Rückkehrkapsel, mit der am 4. Juli etwa 150 kg Forschungsmaterial zur Erde transportiert wurden. Die Ablösung der beiden Kosmonauten Manakow und Polischtschuk erfolgte Ende Juli.